# Álvaro Díaz
Álvaro Díaz Cebrián (Valencia, 7 agosto 2003) è un pilota motociclistico spagnolo, vincitore del campionato spagnolo Supersport 300 nel 2021 e del Campionato mondiale Supersport 300 nel 2022.

## Carriera

### Gli inizi
Díaz iniziò la carriera nella classe challenge80 del campionato spagnolo RFME 2015, passando nel 2016 in PreMoto3. Nel 2017 partecipò al campionato spagnolo Supersport 300 (composto da tre gare) con una Kawasaki Ninja 300 della squadra ETG Racing. Partecipò a una sola prova e si piazzò quarto, classificandosi ottavo in campionato.
Nel 2018 continuò a competere nella SSP 300 (le gare passarono otto), passando alla Yamaha YZF-R3 del team Arco-Motor University, con cui chiuse in 13ª posizione finale, con un sesto posto come miglior risultato in gara. Nel 2019 sempre in Supersport 300 (SBK junior) con la stessa moto e squadra dell'anno passato, ottenne due terzi posti e terminò la stagione al sesto posto in classifica.

### Mondiale Supersport 300
Nel 2020, esordì con il team Biblion Motoxracing Yamaha nel campionato mondiale Supersport 300. Nella gara 1 del gran premio inaugurale, Díaz arrivò ottavo al traguardo, ottenendo il suo miglior piazzamento stagionale. Chiuse la stagione in 21ª posizione finale con 20 punti. Nello stesso anno partecipò anche a cinque gare (delle tredici previste) del campionato spagnolo SSP 300, ottenendo un secondo e un terzo posto e chiudendo all'ottavo posto finale.
Nel 2021 tornò a tempo pieno nel campionato spagnolo SSP 300, conquistando il titolo nazionale con sei vittorie e dieci podi complessivi su un totale di quattordici gare. Nello stesso anno prese parte inoltre a quattro gare del mondiale come wildcard. Nel GP di Catalogna con il team Yamaha MS Racing, ottenne un quinto posto in gara 1 e conquistò il primo podio in gara 2, un secondo posto, oltre a realizzare il giro veloce. Nel successivo GP di Jerez disputato con il team Arco-Motor University, Díaz arrivò in entrambe le gara quinto al traguardo, subendo tuttavia una squalifica in gara 2 per guida irresponsabile. Concluse la stagione in 19ª posizione finale con 42 punti.
Nel 2022 ritornò nel campionato mondiale Supersport 300 come unico pilota titolare del team Arco Motor University. Nel gran premio inaugurale d'Aragona, Díaz ottenne una seconda posizione in gara 1 e realizzò la sua prima vittoria in gara 2, salendo per la prima volta in testa ad una classifica di un campionato del mondo. Mantenne la prima posizione in campionato per quasi tutta la stagione, alternandosi qualche volta col connazionale Marc García e, con undici piazzamenti a podio tra cui due vittorie, vince la sesta edizione del campionato mondiale Supersport 300.

### Mondiale Supersport
Nel 2023 gareggia nel mondiale Supersport, con sei punti ottenuti chiude trentaquattresimo nel mondiale e quarto nella World Supersport Challenge. Nel 2024 gareggia nella categoria Superbike del Campionato Italiano Velocità dove, in sella ad una Yamaha YZF-R1, totalizza 43 punti classificandosi al dodicesimo posto. Nella stessa stagione disputa due Gran Premi, in qualità di pilota sostitutivo, nel mondiale Supersport conquistando sei punti.

## Risultati in gara

### Campionato mondiale Supersport 300
| 2020 | Moto   |   |    |    |    |    |    |    |    |    |    |    |   |    |    |  |  | Punti | Pos. |
| ---- | ------ | - | -- | -- | -- | -- | -- | -- | -- | -- | -- | -- | - | -- | -- |  |  | ----- | ---- |
| 2020 | Yamaha | 8 | 14 | 23 | 16 | 21 | 22 | 13 | 21 | NQ | NQ | NP | 9 | 18 | 18 |  |  | 20    | 21º  |

| 2021 | Moto   |  |  |  |  |  |  |  |  |  |  |   |   |   |    |  |  | Punti | Pos. |
| ---- | ------ |  |  |  |  |  |  |  |  |  |  | - | - | - | -- |  |  | ----- | ---- |
| 2021 | Yamaha |  |  |  |  |  |  |  |  |  |  | 5 | 2 | 5 | SQ |  |  | 42    | 19º  |

| 2022 | Moto   |   |   |    |   |   |    |   |   |   |   |   |   |   |   |   |   | Punti | Pos. |
| ---- | ------ | - | - | -- | - | - | -- | - | - | - | - | - | - | - | - | - | - | ----- | ---- |
| 2022 | Yamaha | 2 | 1 | 11 | 2 | 6 | 26 | 2 | 1 | 3 | 2 | 3 | 2 | 2 | 4 | 7 | 2 | 259   | 1º   |

| Legenda | 1º posto        | 2º posto            | 3º posto           | A punti      | Senza punti        | Grassetto – Pole position Corsivo – Giro più veloce |
| Legenda | Gara non valida | Non qual./Non part. | Ritirato/Non class | Squalificato | '-' Dato non disp. | Grassetto – Pole position Corsivo – Giro più veloce |

### Campionato mondiale Supersport
| 2023 | Moto   |  |  |  |  |    |    |    |    |     |    |     |    |     |    |     |    |    |    |    |    |    |    |    |    | Punti | Pos. |
| ---- | ------ |  |  |  |  | -- | -- | -- | -- | --- | -- | --- | -- | --- | -- | --- | -- | -- | -- | -- | -- | -- | -- | -- | -- | ----- | ---- |
| 2023 | Yamaha |  |  |  |  | NQ | NQ | 26 | 20 | Rit | 21 | Rit | 20 | Rit | 13 | Rit | NP | 27 | 21 | 13 | 16 | 23 | 16 | 23 | 21 | 6     | 34º  |

| 2024 | Moto   |  |  |  |  |  |  |  |  |  |  |  |  |  |  |    |    |    |    |  |  |  |  |  |  | Punti | Pos. |
| ---- | ------ |  |  |  |  |  |  |  |  |  |  |  |  |  |  | -- | -- | -- | -- |  |  |  |  |  |  | ----- | ---- |
| 2024 | Yamaha |  |  |  |  |  |  |  |  |  |  |  |  |  |  | 13 | 22 | 13 | 17 |  |  |  |  |  |  | 6     | 33º  |

| Legenda | 1º posto        | 2º posto            | 3º posto           | A punti      | Senza punti        | Grassetto – Pole position Corsivo – Giro più veloce |
| Legenda | Gara non valida | Non qual./Non part. | Ritirato/Non class | Squalificato | '-' Dato non disp. | Grassetto – Pole position Corsivo – Giro più veloce |